# حركة الاستقلال والنهضة والتكامل لإفريقيا
حركة الاستقلال والنهضة والتكامل في إفريقيا (بالفرنسية: Mouvement pour l'indépendance, la renaissance et l'intégration africaine) هو حزب سياسي في مالي.
تأسس الحزب على شكل انشقاق عن التحالف للديمقراطية في مالي - حزب عموم أفريقيا من أجل الحرية والتضامن والعدالة  في 10 ديسمبر 1994،   مع مامادو لامين تراوري، الذي كان النائب الأول لرئيس التحالف، أصبح مامادو كاسا تراوري النائب الأول لرئيس الحزب الجديد، ومحمدون ديكو نائبه الثاني، وتيموكو سانغاري أمينه العام (عاد الأخيران في النهاية إلى حزب التحالف).  أيد الحزب ترشيح أمادو توماني توري في الانتخابات الرئاسية لعام 2002،  وبعد ذلك تم تعيين رئيس مامادو لامين تراوري وزيراً للتربية الوطنية. 
المؤتمر الوطني الثاني للحزب، والذي كُرر فيه تراوري دعم الحزب لتوري، افتتح في 16 ديسمبر 2006. شارك الحزب في التحالف للديمقراطية والتقدم، الذي دعم توري لإعادة انتخابه في الانتخابات الرئاسية لعام 2007.  توفي تراوري في يوليو 2007.  في الانتخابات البرلمانية التي أجريت في 1 يوليو و22 يوليو 2007، فاز الحزب بمقعدين من أصل 160 مقعدًا.